# Niños robados (película de 1993)
Niños robados (título original: Stolen Babies) es un telefilme estadounidense dramático de 1993 dirigido por Eric Laneuville y protagonizado por Lea Thompson, Kathleen Quinlan y Mary Nell Santacroce. El telefilme está basado en un acontecimento real que ocurrió en Memphis y sus alrededores después de la Segunda Guerra Mundial.

## Argumento
Estamos en Memphis después de la Segunda Guerra Mundial. Annie Beals es una trabajadora social en Memphis que recientemente ha conseguido la licencia para hacer ese trabajo y que quiere especializarse en asuntos que tienen que ver con los niños. 
Pronto se hace un nombre en esa labor. Sin embargo ella con el tiempo descubre cosas raras durante su trabajo y todo tiene que ver con una persona llamada Georgia Tann. Trabaja en los asuntos sociales y tiene un orfanato, pero es muy rica y tiene mucha influencia. Alrededor suya y de la jueza Kelley adopciones ocurren de forma rara y bajo una solidez muy vaga. También nota padres que buscan a sus hijos que resultan haber sido adoptados de forma rara en contra de su voluntad.
Finalmente ella descubre que Tann roba niños de cualquier forma posible para venderlos a gente rica por todo el país y encubrirlo hasta el punto de borrar toda huella respecto al origen de esos niños y que, para hacerlo, se encarga, que el lugar donde puede hacer eso no tenga licencia para ello y encargarse al mismo tiempo que pueda tener influencia estatal para este propósito. Por ello decide luchar contra ella. Tann, consciente de sus intenciones, consigue destruir su posición, pero con la ayuda de contactos propios ella consigue destapar parte del asunto y conseguir que el gobernador del Estado empiece a investigarla con ella a la cabeza. 
Puede así destapar todo el escándalo, pero Tann muere de cáncer antes de que se pueda actuar legalmente contra ella y con su muerte todos la convierten en chivo expiatorio para protegerse. Aun así se puede demostrar que la juez Kelley la ayudó de forma decisiva y obligarla así a dimitir de su puesto por ello. 5000 niños fueron robados y toda huella borrada e incluso décadas después este asunto sigue teniendo sus correspondientes consecuencias.

## Reparto
| Actor                | Papel               |
| -------------------- | ------------------- |
| Lea Thompson         | Annie Beals         |
| Kathleen Quinlan     | Bekka               |
| Mary Nell Santacroce | Juez Camille Kelley |
| Mary Tyler Moore     | Georgia Tann        |
| Brett Rice           | Robert Taylor       |
| Tom Nowicki          | Bascom Fields       |
| Jenny Krochmal       | Mary Wester         |

## Producción
La película fue rodada en Atlanta y en sus alrededores.

## Recepción
En el presente la película ha sido valorada en los portales de información cinematográfica. En IMDb, recibió con 178 votos registrados una media ponderada de 6,3 sobre 10.